# Мішель Джакобіні
Мішель Джакобіні (фр. Michel Giacobini; 1873—1938) — французький астроном. Відкрив низку комет, у тому числі 21P/Джакобіні — Ціннера, 41P/ Туттля-Джакобіні-Кресака та 205P/ Джакобіні.
Працював в обсерваторії Ніцци до 1910 року, потім перевівся до Паризької обсерваторії. У 1900 році отримав премію Лаланда. У 1905 та 1908 роках нагороджений премією Валза Французької академії наук.
У 1903 році отримав премію Жюля Жансена, найвищу нагороду Французького астрономічного товариства.
Під час першої світової війни пішов добровольцем на фронт. Постраждав від отруйного газу. Після війни Джакобіні відновив свою астрономічну діяльність.